# Ага-хан
Ага Хан (перс. آقاخان‎ — «господин» от пратюрк. «ака» — старший и тюрк. «хан» — «властитель») — наследственный титул главы религиозной общины исмаилитов-низаритов.
Шах Ирана Фетх Али-шах присвоил этот титул своему зятю Абу-аль-Хасану, правителю Кермана (1800—1881), считавшемуся потомком пророка Мухаммеда по линии его дочери Фатимы. Но затем Ага-хан I бежал в Афганистан и Синд после того, как возглавил неудавшееся восстание в Иране в 1838 году. Ему удалось заручиться поддержкой Великобритании и обосноваться в Бомбее.
Внук Абу-аль-Хасана, Султан Мухаммад-шах (1877—1957), Ага-хан III, играл важную роль в политической жизни Индии, пытаясь добиться поддержки британского колониального правления мусульманским населением, особенно став президентом Всеиндийской мусульманской лиги.
Принц Карим-Шах (1936—2025) — Ага-хан IV — сменил своего деда 11 июля 1957 года в возрасте 21 года, 49-й имам, выпускник Гарвардского университета.
Его сын, принц Рахим (род. 1971) — действующий Ага-хан V, 50-й имам.
Супруга Ага-хана носит титул «Бегум Ага Хан». Бегум обозначает мусульманку соответствующего ранга.